# Gothic rock
A gothic rock (vagy más néven goth rock) egy rockzenei stílus, amely az 1970-es évek végén a post-punk stílusból fejlődött ki. Az első post-punk együttesek, melyek a gótikus, sötét hangulatú zene felé mozdultak el a Siouxsie and the Banshees, a Joy Division, a Bauhaus és a The Cure.
Maga a műfaj a post-punktól elhatárolt önálló mozgalom lett köszönhetően a sötétebb atmoszférájú zenének, a befelé forduló és romantikus szövegvilágnak. A gothic rock egy szélesebb goth szubkultúrának is teret adott az 1980-as években, beleértve az öltözködést, a klubokat és egyéb kiadványokat. Az eredeti goth rock hangzást a The Sisters of Mercy felbukkanása vitte közelebb a hard rockhoz. Az 1990-es években számos előadó, mint PJ Harvey, Marilyn Manson, a Manic Street Preachers, vagy a Nine Inch Nails alkalmazott goth stílusjegyeket zenéjében anélkül, hogy beolvadt volna a műfajba.

## Fordítás
Ez a szócikk részben vagy egészben  a   Gothic rock című angol Wikipédia-szócikk fordításán alapul.  Az eredeti cikk szerkesztőit annak laptörténete sorolja fel. Ez a jelzés csupán a megfogalmazás eredetét és a szerzői jogokat jelzi, nem szolgál a cikkben szereplő információk forrásmegjelöléseként.

## Külső hivatkozások
- gothic.hu (magyarul)
- gothic.ru (oroszul és angolul)
- Wave-Gotik-Treffen (németül)
- Gothica Fesztivál facebook oldal